# Податкова консультація
Податкова консультація —  допомога контролюючого органу конкретному платнику податків стосовно практичного використання конкретної норми закону або нормативно-правового акта з питань адміністрування податків чи зборів, контроль за справлянням яких покладено на такий контролюючий орган.
Питання надання податкових консультацій та їх статус визначено главою 3 розділу ІІ Податкового кодексу України. Фактично, податкова консультація стала наступником податкового роз’яснення, передбаченого Законом України «Про порядок погашення зобов'язань платників податків перед бюджетами та державними цільовими фондами» від 21.12.2000 р. № 2181. Але на відміну від податкового роз’яснення, податкова консультація має індивідуальний характер і може використовуватися виключно тим платником податків, якому надано таку консультацію. За вибором платника податків консультація надається в усній, письмовій або електронній формі. Податкова консультація не є правовим актом, має виключно рекомендаційний, а не обов’язковий характер.
Пунктом 52.1 статті 52 Податкового кодексу України встановлений принцип безоплатності податкової консультації, згідно з яким за зверненням платників податків контролюючі органи безоплатно надають консультації з питань практичного застосування окремих норм податкового законодавства.
Податкові консультації можуть надаватися лише контролюючим органом, яким відповідно до п. 41.1 Податкового кодексу України можуть бути лише:
- органи державної податкової служби – щодо податків, які справляються до бюджетів та державних цільових фондів, а також стосовно законодавства, контроль за дотриманням якого покладається на органи державної податкової служби;
- митні органи – щодо мита, акцизного податку, податку на додану вартість, інших податків, які відповідно до податкового законодавства справляються у разі ввезення (пересилання) товарів і предметів на митну територію України або територію спеціальної митної зони або вивезення (пересилання) товарів і предметів з митної території України або території спеціальної митної зони.

Згідно з Податковим кодексом України податкові консультації можуть надаватися контролюючим органом (залежно від перебування платника податків на обліку):
- органом державної податкової служби або митним органом, в якому платник податків перебуває на обліку;
- вищим органом державної податкової служби або вищим митним органом, якому такий орган адміністративно підпорядкований;
- центральним органом державної податкової служби або спеціально уповноваженим центральним органом виконавчої влади в галузі митної справи.

Податкові консультації надаються протягом 30 календарних днів, що настають за днем отримання звернення контролюючим органом.
Центральний орган контролюючого органу проводить періодичне узагальнення податкових консультацій, які стосуються значної кількості платників податків або значної суми податкових зобов'язань, та затверджує наказом узагальнюючі податкові консультації, які підлягають оприлюдненню.
Відповідно до пункту 53.1. статті 53 Податкового кодексу України не може бути притягнуто до відповідальності платника податків, який діяв відповідно до податкової консультації, наданої у письмовій або електронній формі, а також узагальнюючої податкової консультації, зокрема на підставі того, що у майбутньому така податкова консультація була змінена або скасована. Зазначене положення передбачає звільнення платника податків, посадових осіб платника податків, які діяли відповідно до наданої їм податкової консультації від податкової, кримінальної, адміністративної та іншої відповідальності, а не від податкового зобов’язання, яке виникло після скасування, відміни, уточнення податкової консультації.